# زاویا
زاویا (به لاتین: Zavoya) یک منطقهٔ مسکونی در بلغارستان است که در شهرستان کیرکوفو واقع شده‌است.